# Експеримент з пеком, що капає

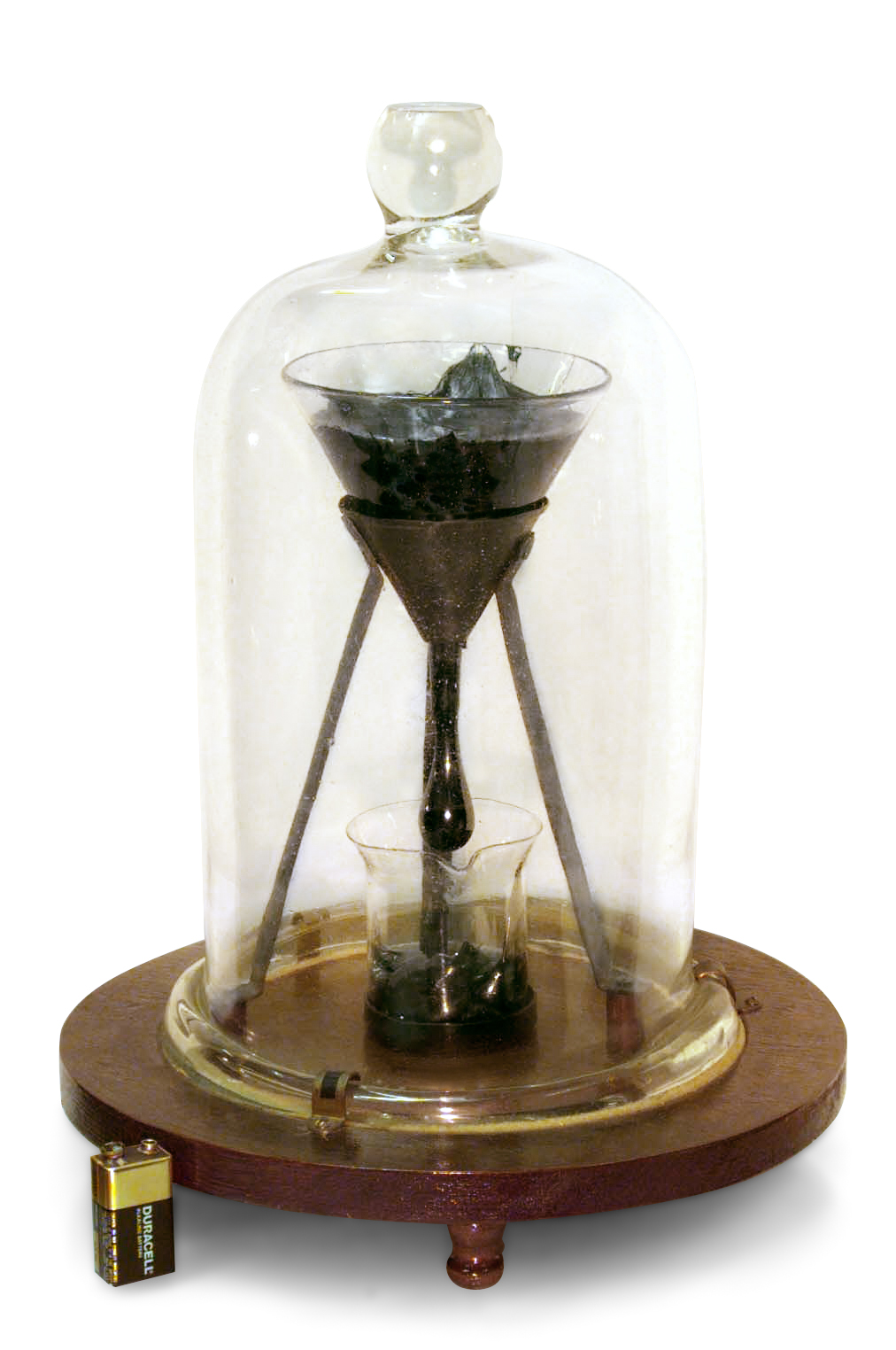
Експеримент у Квінслендському університеті (2007 рік).

Експеримент з пеком, що капає, — довгостроковий експеримент, який вимірює швидкість руху шматка пеку протягом багатьох років. Пек у цьому випадку — це назва будь-якої можливої рідини з високим показником в'язкості, які є формально твердими сполуками; найчастіше це бітум. При кімнатній температурі смола тече дуже повільно: за кілька років формується всього одна крапля.

## Експеримент у Квінслендському університеті

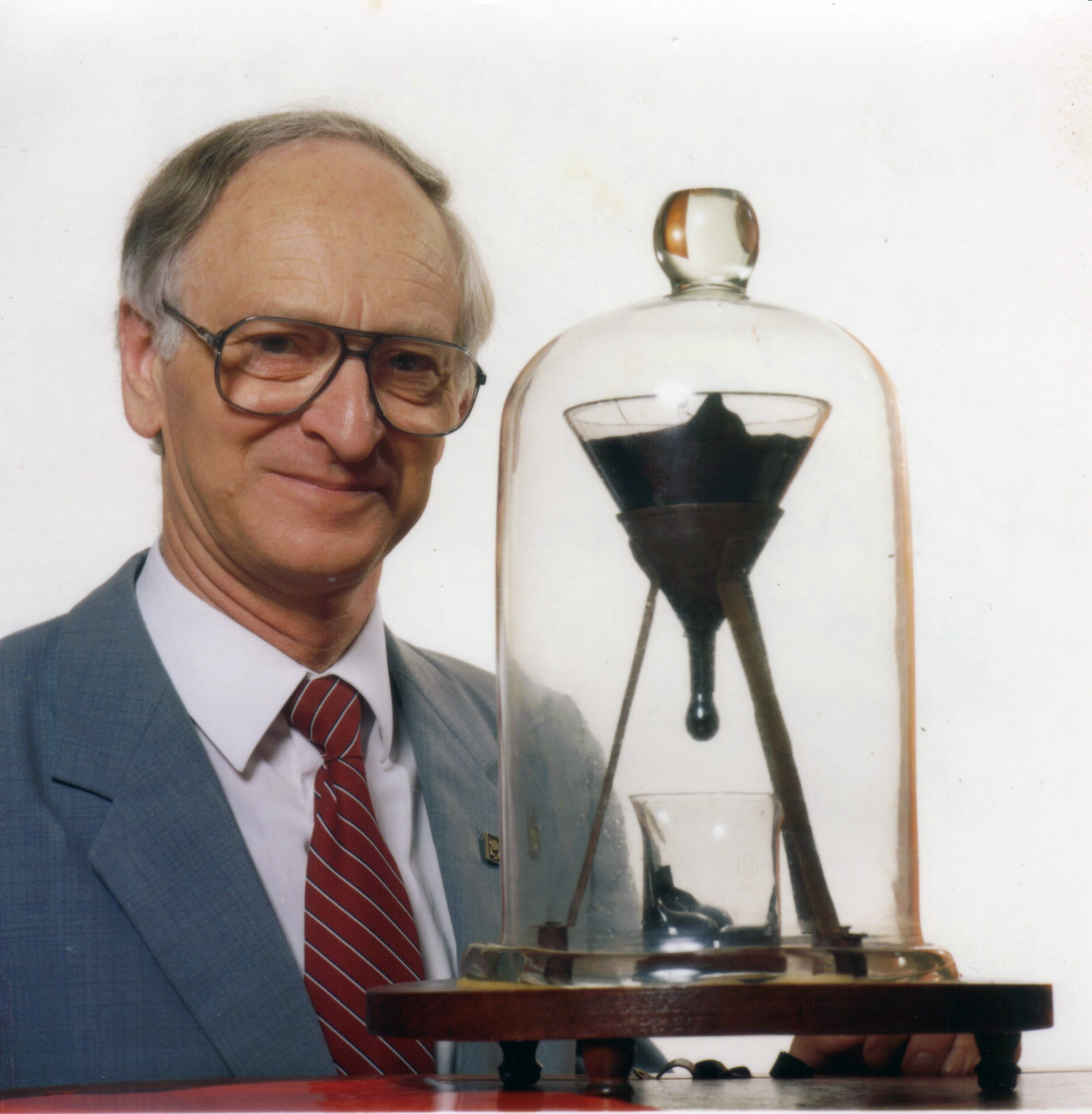
Вид експерименту в Квінслендському університеті 1990 року під час формування 8-ї краплі та тодішній хранитель експерименту професор Джон Мейнстоун

Найвідоміший варіант цього експерименту було розпочато 1927 року професором Томасом Парнеллом з університету Квінсленду в Брисбені (Австралія), щоб продемонструвати учням, що деякі сполуки, які здаються твердими, насправді — рідини дуже високої в'язкості. Парнелл налив нагрітий зразок пеку до запаяної лійки та залишив його там на три роки. 1930 року ущільнення на шийці лійки було зменшено, що дозволило пеку почати текти. Великі краплі формувалися й падали з періодичністю раз на десятиліття. Восьма крапля впала 28 листопада 2000 року, що дозволило експериментаторам підрахувати, що пек має в'язкість приблизно у 230 мільярдів (2,3 × 1011) разів більше, ніж вода. Остання, дев'ята крапля впала у квітні 2014 року.
Цей експеримент зафіксований у Книзі рекордів Гіннесса як найдовший лабораторний експеримент у світі, що проходить у безперервному режимі, та очікується, що якщо кількість пеку у лійці буде достатньою, то експеримент зможе тривати принаймні ще сто років.
Експеримент спочатку не проводився ні за яких спеціально контрольованих атмосферних умов, і це означає, що в'язкість могла змінюватися протягом року у зв'язку з коливаннями температури. Однак, через деякий час після падіння сьомої краплі 1988 року в місце, де проходив експеримент, було додано кондиціонер. Температурна стабільність подовжує час падіння кожної краплі, перш ніж вона відокремлюється від решти частини пеку у лійці.
У жовтні 2005 року Джон Мейнстоун, поточний «охоронець» експерименту у Квінслендському університеті, і вже покійний Томас Парнелл були нагороджені Ігнобелівською премією з фізики, пародією на Нобелівську премію, за цей експеримент.
На сьогодні ніхто ніколи не був свідком реального падіння крапель. Сьогодні експеримент фіксується за допомогою вебкамери, хоча технічні проблеми завадили записати моменти падіння останньої краплі. Експеримент з пеком демонструється для загального огляду на дисплеї рівня 2 будівлі Парнелла у школі математики та фізики в кампусі Сент-Люсія Квінслендського університету.

### Хід експерименту

Місяці між падінням крапель

| Дата              | Подія                        | Тривалість (місяці з моменту останнього падіння) | Тривалість (роки) |
| ----------------- | ---------------------------- | ------------------------------------------------ | ----------------- |
| 1927              | Початок експерименту         |                                                  |                   |
| 1930              | Видалення заглушки з воронки |                                                  |                   |
| Грудень 1938      | 1-а крапля                   | 96-107                                           | 8,0-8,9           |
| Лютий 1947        | 2-а крапля                   | 99                                               | 8,3               |
| Квітень 1954      | 3-я крапля                   | 86                                               | 7,2               |
| Травень 1962      | 4-а крапля                   | 97                                               | 8,1               |
| Червень 1970      | 5-а крапля                   | 99                                               | 8,3               |
| Квітень 1979      | 6-а крапля                   | 104                                              | 8,7               |
| Липень 1988       | 7-а крапля                   | 111                                              | 9,3               |
| 28 листопада 2000 | 8-а крапля                   | 148                                              | 12,3              |
| Квітень 2014      | 9-а крапля                   | 156                                              | 13,4              |